# Septum intermusculaire latéral du bras
 (septembre 2024).
Si vous disposez d'ouvrages ou d'articles de référence ou si vous connaissez des sites web de qualité traitant du thème abordé ici, merci de compléter l'article en donnant les références utiles à sa vérifiabilité et en les liant à la section « Notes et références ».
En anatomie, le septum intermusculaire latéral du bras (ou cloison intermusculaire externe du bras) est un fascia séparant les loges brachiales antérieure et postérieure du bras dans leur partie latérale.

## Description
Le septum intermusculaire médial du bras s'étend de la face profonde du fascia brachial au bord latéral de l'humérus de la partie inférieure de la crête du grand tubercule de l'humérus jusqu'à l'épicondyle latéral de l'humérus le long du bord externe de l'humérus.

## Galerie

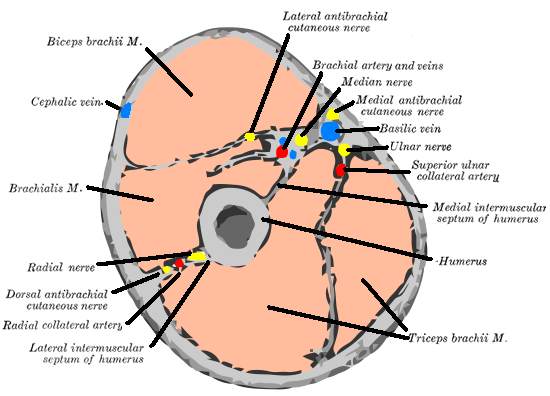
Loges brachiales antérieure (en haut) et postérieure (en bas) du bras.